# Apostolepis goiasensis
Apostolepis goiasensis е вид влечуго от семейство Смокообразни (Colubridae).

## Разпространение
Видът е разпространен в Бразилия (Гояс и Минас Жерайс).